# L'accompagnatrice (film)
L'accompagnatrice (L'accompagnatrice) è un film del 1992 diretto da Claude Miller e scritto insieme a Luc Béraud. Il film è un adattamento del romanzo L'accompagnatrice di Nina Berberova, ambientato nella Pietroburgo del 1917 e trasposto nella Francia del 1942-44.
Nel film sono presenti le musiche di Alain Jomy, Ludwig van Beethoven, Richard Strauss, Wolfgang Amadeus Mozart, Robert Schumann, Franz Schubert, Hector Louis Berlioz, Jules Massenet, Noel Gay, Douglas Furber, L. Arthur Rose.

## Trama
Durante l'occupazione tedesca di Parigi, la giovane e talentuosa Sophie viene assunta dalla cantante lirica Irène Bruce per accompagnarla al pianoforte. I vantaggi economici ed il fascino sociale conquistano Sophie che affida la propria vita a Irène e suo marito fino a seguirli nella fuga verso Londra, dove però l'adulterio della cantante frantumerà i sogni della ragazza.

## Produzione

### Riprese
Il film è stato girato nel Regno Unito, in Inghilterra, in Francia a Parigi e in Portogallo.

## Distribuzione

### Data di uscita
- Francia: 11 novembre 1992
- Belgio: 31 dicembre 1992 (Gent)
- Corea del Sud: 1º maggio 1993
- Giappone: 26 giugno 1993
- Paesi Bassi: 9 settembre 1993 (Amsterdam)
- Ungheria: 15 ottobre 1993
- Finlandia: 22 ottobre 1993
- UK: 12 novembre 1993
- USA: 23 dicembre 1993
- Portogallo: 13 May 1994
- Australia:	18 agosto 1994
- Svezia: 21 ottobre 1994
- Argentina: 16 febbraio 1995
- Danimarca: 9 giugno 1995

## Accoglienza

### Incassi
Il film ha incassato $725,519 negli Stati Uniti.

## Riconoscimenti
- Premio César 1993: Nomination Migliore promessa maschile a Julien Rassam, Miglior fotografia a Yves Angelo, Miglior sonoro a Paul Lainé e Gérard Lamps
- International Istanbul Film Festival 1993: Premio FIPRESCI e Premio speciale della giuria a Claude Miller
- National Board of Review Awards 1993: Nomination Miglior film straniero